# Pseudagrion microcephalum
Espèce
Synonymes
- Agrion microcephalum Rambur, 1842[1]
- Pseudagrion microcephalum stainbergerorum Marinov, 2012[1]

Statut de conservation UICN

 LC  : Préoccupation mineure
Pseudagrion microcephalum est une espèce d'insectes odonates zygoptères de la famille des Coenagrionidae.